# Березівська селищна рада
Березівська се́лищна ра́да — адміністративно-територіальна одиниця та орган місцевого самоврядування в Харківському районі Харківської області. Адміністративний центр — селище міського типу Березівка.

## Загальні відомості
Березівська селищна рада утворена в 1938 році.
- Територія ради: 18,73 км²
- Населення ради: 1 695 осіб (станом на 2001 рік)

## Населені пункти
Селищній раді підпорядковані населені пункти:
- смт Березівка

## Склад ради
Рада складається з 16 депутатів та голови.
- Голова ради: Шевченко Василь Григорович
- Секретар ради: Костяниця Оксана Петрівна

### Керівний склад попередніх скликань
| Прізвище, ім'я, по батькові | Основні відомості                                                        | Дата обрання | Дата звільнення |
| --------------------------- | ------------------------------------------------------------------------ | ------------ | --------------- |
| Шевченко Василь Григорович  | Селищний голова, 1960 року народження, освіта вища, член Партії регіонів | 26.03.2006   | 31.10.2010      |
| Шевченко Василь Григорович  | Селищний голова, 1960 року народження, освіта вища, член Партії регіонів | 31.10.2010   |                 |

Примітка: таблиця складена за даними сайту Верховної Ради України

### Депутати
За результатами місцевих виборів 2010 року депутатами ради стали:

#### За суб'єктами висування
| Суб'єкт висування | Кількість обраних депутатів | %    |
| ----------------- | --------------------------- | ---- |
| Партія регіонів   | 15                          | 93,8 |
| Самовисування     | 1                           | 6,3  |

#### За округами
| № округу        | Прізвище, ім'я, по батькові      | Дата визнання обраним | Освіта             | Партійна приналежність | Відомості про обраного депутата                         |
| --------------- | -------------------------------- | --------------------- | ------------------ | ---------------------- | ------------------------------------------------------- |
| Партія регіонів |                                  |                       |                    |                        |                                                         |
| 1               | Гриценюк Анатолій Станіславович  | 04.11.2010            | середня спеціальна | член Партії регіонів   | приватний підприємець                                   |
| 2               | Кривоколиско Юрій Іанович        | 04.11.2010            | середня спеціальна | член Партії регіонів   | «Харківобленерго» м. Південне, бригадир електромонтерів |
| 3               | Міщаненко Дмитро Вікторович      | 04.11.2010            | середня спеціальна | член Партії регіонів   | тимчасово не працює                                     |
| 4               | Каракулін Олександр Анатолійович | 04.11.2010            | вища               | член Партії регіонів   | тимчасово не працює                                     |
| 6               | Костяниця Оксана Петрівна        | 04.11.2010            | середня спеціальна | член Партії регіонів   | Березівська селищнарада, секретар ради                  |
| 7               | Субота Сергій Олександрович      | 04.11.2010            | середня            | член Партії регіонів   | тимчасово не працює                                     |
| 8               | Святенко Валерій Миколайович     | 04.11.2010            | середня спеціальна | член Партії регіонів   | ТОВ ХЗ «Полімерконтейнер», головний механік             |
| 9               | Андріенко Ольга Володимирівна    | 04.11.2010            | середня спеціальна | член Партії регіонів   | ТОВ «Маяк», бухгалтер                                   |
| 10              | Міщаненко Олена Володимирівна    | 15.11.2010            | середня            | член Партії регіонів   | приватний підприємець                                   |
| 11              | Костіна Надія Олександрівна      | 04.11.2010            | середня спеціальна | член Партії регіонів   | тимчасово не працює                                     |
| 12              | Басиров Руслан Магомедович       | 04.11.2010            | середня спеціальна | член Партії регіонів   | ТОВ «Маяк», заступник директора                         |
| 13              | Ляшенко Олександр Миколайович    | 04.11.2010            | середня спеціальна | член Партії регіонів   | ТОВ «Маяк», головний інженер                            |
| 14              | Цуканова Наталя Миколаївна       | 04.11.2010            | середня спеціальна | член Партії регіонів   | ТОВ «Маяк», зав. відділу кадрів                         |
| 15              | Куліненко Микола Миколайович     | 04.11.2010            | вища               | член Партії регіонів   | приватний підприємець                                   |
| 16              | Чаплигін Олег Анатолійович       | 04.11.2010            | середня спеціальна | член Партії регіонів   | приватний підприємець                                   |
| Самовисування   |                                  |                       |                    |                        |                                                         |
| 5               | Пойманов Роман Олександрович     | 15.11.2010            | середня спеціальна | позапартійний          | тимчасово не працює                                     |